# 布里尤德附近圣瑞斯特
布里尤德附近圣瑞斯特（法語：Saint-Just-près-Brioude，法語發音：[sɛ̃ ʒyst pʁɛ bʁijud]）是法国上卢瓦尔省的一个市镇，位于该省西北部，属于布里尤德区。

## 地理
布里尤德附近圣瑞斯特（45°14'18"N, 3°21'8"E）面积46.94 平方千米，位于法国奥弗涅-罗讷-阿尔卑斯大区上盧瓦爾省，该省份为法国中南部省份，北起多姆山省和卢瓦尔省，西接康塔爾省，南至洛泽尔省，东临阿尔代什省。
与布里尤德附近圣瑞斯特接壤的市镇（或旧市镇、城区）包括：吕比亚克、梅克尔、圣博齐尔、圣洛朗沙布勒日、旧布里尤德、阿列新城。
布里尤德附近圣瑞斯特的时区为UTC+01:00、UTC+02:00（夏令时）。

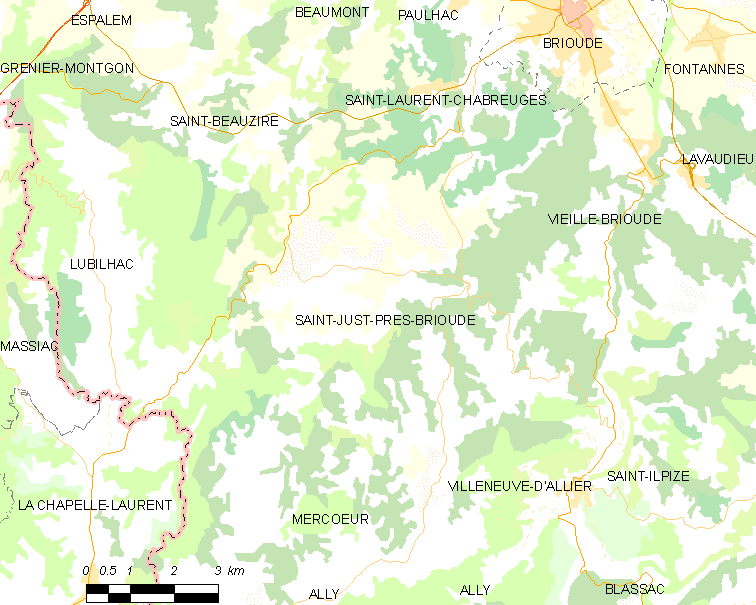
布里尤德附近圣瑞斯特的OSM定位图

## 行政
布里尤德附近圣瑞斯特的邮政编码为43100，INSEE市镇编码为43206。

## 政治
布里尤德附近圣瑞斯特所属的省级选区为拉法耶特地区县。

## 交通
上卢瓦尔省省道D12线、D52线、D122线和D171线经过境内。

## 人口

1962-2008年间布里尤德附近圣瑞斯特人口变化图示

布里尤德附近圣瑞斯特于2022年1月1日时的人口数量为397人。